# Treboniano Galo
Caio Víbio Treboniano Galo (206 – agosto de 253) foi o imperador romano a partir de 251 com a morte de Décio ante os godos. Enviou o filho Volusiano contra os godos, com algum sucesso, e teve que suportar, em 253, usurpações que lhe custaram a vida e a de Volusiano. Sucedeu Décio (249-251) e precedeu Emiliano (253) num tempo de anarquia em que os imperadores duravam quando muito dois ou três anos.